# Luigi Pendibene
Luigi Pendibene (Savona, 17 settembre 1926 – ...) è stato un calciatore italiano, di ruolo portiere.
Laureato in ingegneria, è stato anche direttore generale della casa discografica RCA.

## Carriera
Disputò alcuni tornei amichevoli nell'immediato dopoguerra tra le file del Ferrania, società di Cairo Montenotte.
Nella stagione 1946-1947 è al Savona. Nel gennaio 1948 fa il suo esordio con la Reggina, dove rimane anche nella stagione 1948-1949, collezionando complessivamente 40 presenze e subendo 47 gol.
Ha esordito in Serie A con la maglia del Palermo l'8 dicembre 1949 in Pro Patria-Palermo (2-0).
Ha giocato in massima serie anche con le maglie di Novara e Torino.